# Yoʻldosh Bobojonov
Yoʻldosh Bobojonovich Bobojonov (ros. Юлдаш Бабаджанович Бабаджанов, Jułdasz babadżanowicz Babadżanow; ur. 1906 w Gurlanie, zm. 6 stycznia 1971 w Taszkencie) – ludowy komisarz i minister spraw wewnętrznych Uzbeckiej SRR (1941, 1945-1953 i 1954-1957), generał major.

## Życiorys
W latach 1916–1925 robotnik rolny, 1925-1926 rolnik w swoim gospodarstwie, 1926 wstąpił do WKP(b) i milicji, młodszy milicjant oddziału konnego. 1927-1928 na kursach partyjnych, 1929 na kursach przy KC Komunistycznej Partii (bolszewików) Uzbekistanu. 1928-1929 I sekretarz rejonowego komitetu Komsomołu w rodzinnym mieście, 1929-1930 kierownik wydziału propagandy i agitacji okręgowego komitetu Komsomołu, 1931-1932 I sekretarz rejonowego komitetu WKP(b) w Kara-darii, 1932-1934 I sekretarz kuramińskiego rejonowego komitetu (obecnie Taszkent). Od 1934 w KC KP(b)U, 1934-1935 dyrektor Centralnej Szkoły Partyjnej KC KP(b)U, 1935-1937 słuchacz wyższej szkoły partyjnej, 1937-1938 I sekretarz kurgańskiego rejonowego komitetu WKP(b), 1938-1939 ludowy komisarz handlu Uzbeckiej SRR. Od lipca 1940 do 26 lutego 1941 zastępca ludowego komisarza spraw wewnętrznych Uzbeckiej SRR w stopniu kapitana bezpieczeństwa państwowego, następnie do 31 lipca 1941 ludowy komisarz. Od 15 sierpnia 1941 do 9 listopada 1945 ponownie zastępca ludowego komisarza, od 9 listopada 1945 do 16 marca 1953 ponownie ludowy komisarz (od 1946 minister spraw wewnętrznych), od 23 marca 1953 do 17 kwietnia 1954 zastępca ministra, od 17 kwietnia 1954 do 19 kwietnia 1957 ponownie minister spraw wewnętrznych Uzbeckiej SRR. Od 4 stycznia 1942 major bezpieczeństwa państwowego, od 14 lutego 1943 komisarz bezpieczeństwa państwowego, od 9 lipca 1945 generał major. Deputowany do Rady Najwyższej ZSRR 2 kadencji.

## Odznaczenia
- Order Czerwonego Sztandaru (20 września 1943)
- Order Czerwonej Gwiazdy (czterokrotnie - 31 lipca 1944, 23 stycznia 1946, 6 lutego 1947 i 25 czerwca 1954)
- Order Czerwonego Sztandaru Pracy (23 grudnia 1939)
- Order „Znak Honoru”
- Odznaka „Zasłużony Funkcjonariusz NKWD” (4 lutego 1942)

I 4 medale.